# Lomandra tropica
Lomandra tropica là một loài thực vật có hoa trong họ Măng tây. Loài này được A.T.Lee mô tả khoa học đầu tiên năm 1980.